# Batalla d'Uclés (1809)
La batalla d'Uclés fou una de les batalles de la guerra del Francès.

## Antecedents

Campanyes franceses

A finals de 1807, Napoleó Bonaparte va decidir que la monarquia de Carles IV, aliada però independent, era ja de molt escassa utilitat i que seria molt més convenient per als seus designis la creació d'un Estat satèl·lit, i el Tractat de Fontainebleau de 1807, que van firmar autoritzava les tropes napoleòniques a creuar Espanya per tal d'envair Portugal.
Les primeres tropes franceses entren a Espanya per Catalunya el 10 de febrer de 1808, van prendre Pamplona el 16 de febrer, i el general Joachim Murat va arribar a Burgos el 13 de març de 1808 camí de Madrid per obtenir la seva adhesió. L'abril de 1808 Napoleó després d'aconseguir l'abdicació de Carles IV i Ferran VII a Baiona, va nomenar rei el seu germà Josep I Bonaparte.
Iniciada la revolta amb l'aixecament del 2 de maig de 1808 i les renúncies successives de Carles IV i el seu fill Ferran al tron d'Espanya en favor de Napoleó, amb la derrota de les tropes napoleòniques el juliol a la batalla de Bailèn, l'arribada dels anglesos i la reorganització dels exèrcits espanyols que planejaven l'atac de Madrid va forçar el rei Josep I Bonaparte a abandonar Madrid i retirar tot l'exèrcit més enllà de l'Ebre.
Amb els seus enemics escampats, els exèrcits espanyols van començar a reviure i l'emperador Napoleó va envair Espanya amb un enorme exèrcit a finals del 1808, i va dispersar les forces espanyoles, i quan aparegué un exèrcit britànic comandat per John Moore, l'emperador francès ordenés al seu exèrcit perseguir els britànics cap al nord-oest d'Espanya, on fou derrotat i reembarcà cap a les illes britàniques, i al mariscal Victor que destruís definitivament l'Exèrcit del Centre dirigit per Pedro de Alcántara Álvarez de Toledo, el duc de l'Infantado que avança lentament cap a Madrid, provocant alarma entre les escasses forces franceses que custodiaven la capital. El prudent duc de l'Infantado va enviar al seu tinent Francisco Javier Venegas amb una forta avantguarda per molestar als francesos. Després que Venegas guanyés una acció menor a Tarancón, Claude Victor Perrin va concentrar el seu cos i va marxar contra ell a mitjans de gener de 1809. Sense instruccions ni suport de Infantado, Venegas va intentar mantenir una posició forta a Uclés.

## Batalla
La matinada del dia 13 els primers combats van tenir lloc a Tribaldos que la brigada de Ramírez de Arellano va poder aguantar, i la divisió Villatte va atacar l'ala esquerra espanyola al sud, disposada al llarg del Turó del Molí, i que es va veure atropellada per la cavalcada vessant amunt de la divisió Villatte. Mentrestant, els cossos del centre i l'avantguarda, situats davant del camí de Huelves, també van ser atropellats, havent de fugir el mateix Venegas davant el risc de caure presoner en direcció a Rozalén del Monte.
L'ala dreta de l'exèrcit espanyol del brigadier Pedro Agustín Girón, situada al nord al llarg de la serra del Pavo, va cedir igualment davant l'empenta francesa. La seva situació es va complicar amb l'arribada de la divisió Ruffin, que partint de Tarancón amb direcció a Paredes de Melo va envoltar l'ala nord espanyola i va comprometre la retirada de les tropes de Girón i Venegas cap a Rozalén, que estava sent coberta per l'únic cos de reserva que havia disposat el general espanyol, el batalló de Tiradors d'Espanya, format per 240 homes al comandament de Francisco de Copons y Navia.
Claude Victor Perrin va aclaparar els defensors espanyols d'una sola divisió i va incorporar molts d'ells a la seva segona divisió que havien marxat al voltant del seu flanc.

## Conseqüències
Els 3.000 homes restants de l'exèrcit de Venegas, es van retirar a Carrascosa del Campo on es van trobar amb l'exèrcit del duc de l'Infantado, que va arribar tard a la batalla i van emprendre la fugida cap a Conca (Castella - la Manxa), d'allà a Múrcia i d'allà travessant Sierra Morena, perseguits pel mariscal Víctor i perdent gran part de la seva artilleria en un combat de rereguarda a la localitat de Tórtola. Acusat pel fiasco, Pedro de Alcántara Álvarez de Toledo va ser rellevat del comandament. La següent acció a la zona va ser la batalla de Ciudad Real al març.
El rearmament austríac que acabaria amb la guerra de la Cinquena Coalició provocà que Napoleó marxés de Valladolid el 17 de gener, arribant a París el 23 de gener.
Després de la batalla, el rei Josep I Bonaparte va entrar triomfant a Madrid en 22 de gener, i Saragossa va capitular finalment el 21 de febrer de 1809.